# Maczeta (film)
Maczeta (Machete) – amerykański film akcji z 2010 roku w reżyserii Roberta Rodrigueza będący pastiszem kina exploitation. Premiera filmu odbyła się 1 września 2010 roku, a w Polsce 26 listopada 2010.
Film powstał na podstawie początkowo fałszywego trailera między dwiema częściami filmu Grindhouse. Idea Machete tak spodobała się Robertowi Rodriguezowi, że postanowił nakręcić cały film o meksykańskim imigrancie, nazywanym Machete dlatego, że najczęściej posługuje się maczetą.

## Historia
Pomysł filmu i postaci „Maczety” powstał, zanim jeszcze Rodriguez nakręcił „El Mariachi” (w całości kręcony jeszcze w Meksyku), którego swoistą kontynuacją był późniejszy, choć nakręcony już w Stanach Zjednoczonych „Desperado”. Pomysł został zarzucony, zaś Robert Rodriguez nie zamierzał go zrealizować. Właściwie to „El Mariachi” i „Desperado” były w rzeczy samej dojrzalszym rozwinięciem pomysłu „Maczety”. W późniejszym czasie Rodriguez wprowadził postać „Wujka Maczety” (granego przez Danny'ego Trejo) w cyklu filmów dla dzieci „Mali agenci”. Był to swoisty wewnętrzny żart zrozumiały wyłącznie wąskiej grupie przyjaciół Rodrigueza, którzy wiedzieli o jego dawno zarzuconym pomyśle. Kolejnym żartem był fałszywy trailer filmu „Maczeta” stworzony wyłącznie na potrzeby projektu Rodrigueza i Tarantino „Grindhouse”. I właśnie podczas kręcenia owego fałszywego trailera Rodriguez zdał sobie sprawę z drzemiącego potencjału zarówno w postaci Maczety, jak i grze aktorskiej Danny'ego Trejo, a to skłoniło go do rozwinięcia pomysłu i nakręcenia pełnometrażowego filmu z Maczetą w roli głównej. Zapowiedzi podczas napisów końcowych oznajmiające, że „Maczeta powróci w Maczeta zabija i Maczeta zabija ponownie” były początkowo kolejnym żartem, jednak niespodziewany sukces filmu skłonił reżysera do pracy nad całą trylogią.

## Fabuła
Maczeta (Danny Trejo), jako młody chłopak, wiódł ciężkie życie na nędznych ulicach Meksyku. Trafił jednak do akademii policyjnej, w której uchodził za prawdziwego asa. Do perfekcji opanował posługiwanie się bronią sieczną i w swojej szytej na zamówienie skórzanej kamizelce nosi 44 noże. Teraz jest agentem federalnym, który nie ma nic do stracenia.
Maczeta ukrywa się w Stanach Zjednoczonych, bo ma bardzo wielu wrogów. Jednym z nich jest John McLaughlin (Robert De Niro), skorumpowany senator z Teksasu, który wykorzystał go do własnych celów, czym bardzo rozjuszył oszukanego Maczetę. Senator, przeciwnik imigrantów, zawarł przymierze z brutalnym Vonem (Don Johnson), urządzającym makabryczne polowania wzdłuż granicy, i który nie ma w zwyczaju brać jeńców.
Innym przeciwnikiem Maczety jest Torrez (Steven Seagal), szef kartelu narkotykowego, tropi go także Sartana Rivera (Jessica Alba), agentka urzędu imigracyjnego. Kiedy Sartana dowiaduje się więcej o legendzie Maczety, zdaje sobie sprawę, że niesie on z sobą coś więcej niż tylko chaos i szlak usłany martwymi ciałami. Maczeta może liczyć na pomoc swojego brata, księdza Corteza (Cheech Marin), który ma o wiele więcej do zaoferowania niż tylko rozgrzeszenie.

## Obsada
- Danny Trejo jako Machete
- Don Johnson jako Von Jackson
- Cheech Marin jako ojciec Cortez
- Robert De Niro jako senator McLaughlin
- Steven Seagal jako Torrez
- Michelle Rodriguez jako Luz
- Lindsay Lohan jako April
- Jeff Fahey jako Michael Benz
- Tito Larriva jako Pomocnik
- Rose McGowan jako Boots McCoy (wersja DVD rozszerzona)
- Jessica Alba jako Sartana Rivera